# La Sambuy-Seythenex
Pour les articles homonymes, voir Sambuy et Seythenex.
La Sambuy-Seythenex est un stade de neige et un domaine skiable du Pays de Faverges, situé sur le territoire communal de Faverges-Seythenex, dans le département de la Haute-Savoie en région Auvergne-Rhône-Alpes. Située dans le massif des Bauges sur les pentes de la pointe de la Sambuy, la station, créée en 1960, offre notamment un panorama sur le lac d'Annecy et les massifs alentour. Elle est complétée par un domaine nordique.

## Géographie

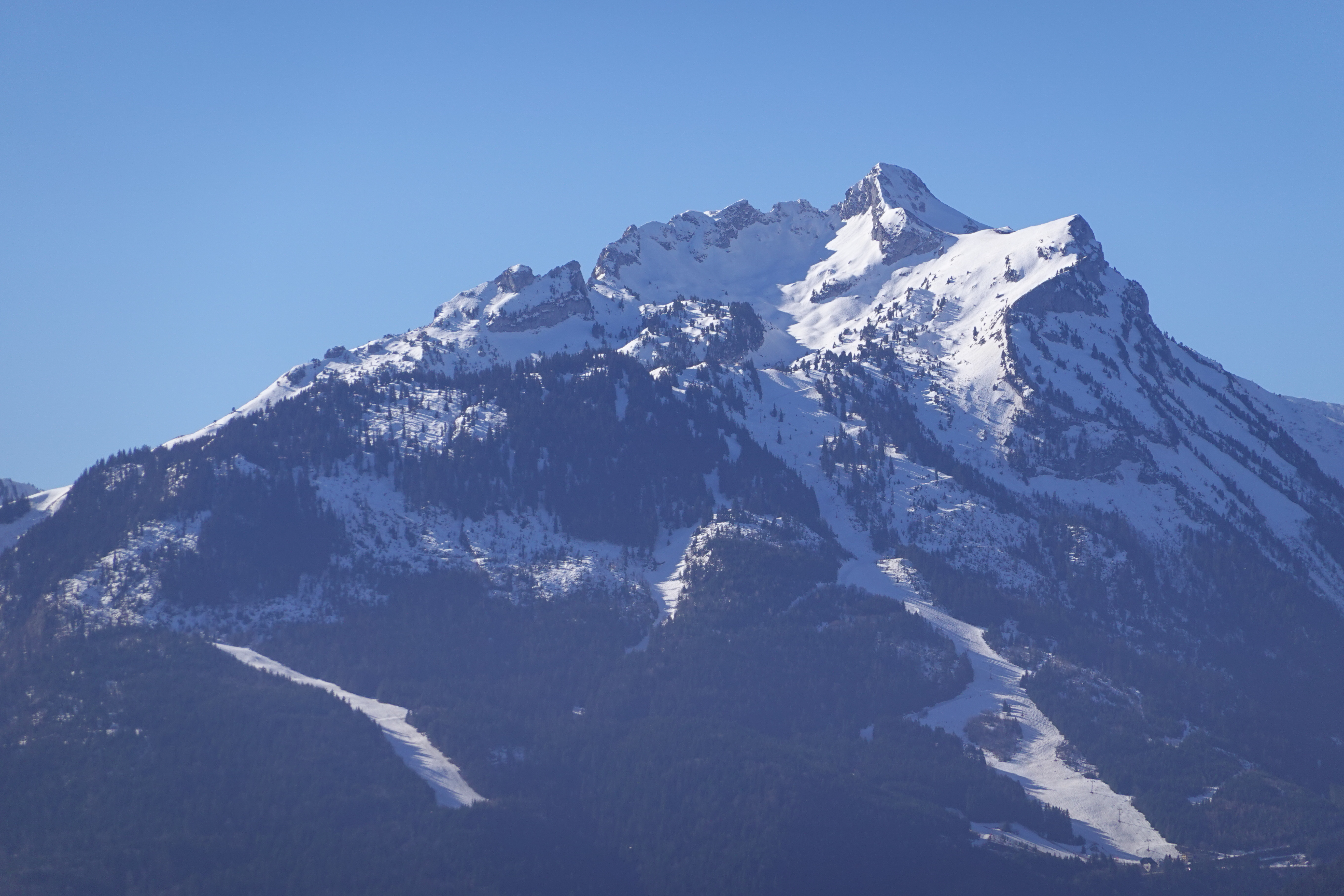
Vue hivernale depuis Saint-Ferréol au nord.

### Localisation
Située au cœur du parc naturel régional du massif des Bauges, la station de la Sambuy-Seythenex se situe entre 1 000  et   2 000 mètres d'altitude. Le sommet du télésiège de la station donne un panorama étendu sur le mont Blanc, la chaîne des Aravis et le lac d'Annecy.

### Accès à la station
L'accès à la station s'effectue depuis le centre de Faverges, entre Annecy et Albertville. La route est celle du col de Tamié puis du chef-lieu de Seythenex avant d'effectuer les deux derniers kilomètres jusqu'à la station.

## Toponymie
La station de La Sambuy tire son nom de la montagne sur laquelle le domaine skiable s'étend.

## Historique de la station
En 1955, un refuge est installé au pied de la pointe de la Sambuy. En 1960, La Sambuy accueille un téléski et une piste de ski. Deux ans plus tard, un second téléski et un télésiège sont installés.
La station rencontre des difficultés financières au début des années 2000 et commence le développement d'une offre de diversification touristique avec l’aménagement d’une piste de luge.
Le remplacement du télésiège est chiffré à 8,5 millions d’euros tandis que l’équipement d’un réseau pour produire de la neige avec création d’une retenue d’altitude est évalué à 3,5 millions d’euros. À titre de comparaison, le budget principal de la commune de Faverges-Seythenex est de 20 millions d’euros.
Le 6 janvier 2013, une panne prolongée du télésiège de la station donne lieu à l'évacuation par hélitreuillage d'une cinquantaine de skieurs, et l'évacuation d'une centaine d'autres.
À partir de 2016, le chiffre d’affaires généré sur le site l’été devient plus important que celui de l’hiver.
En 2021, la municipalité de Faverges-Seythenex rejoint « La Fabrique des Transitions » une association d’acteurs engagés dans la transition, présidée par l’ancien maire de Loos-en-Gohelle (Pas-de-Calais) Jean-François Caron. Le souhait de cesser l'exploitation de la station de ski alpin est motivé par les difficultés financières, avec un « déficit chronique d’exploitation attendu à « 500 000 euros pour l’année 2023 », chiffre le maire de Faverges-Seythenex », le coût élevé des investissements en cas de renouvellement du matériel, l'absence d'équipements pour produire de la neige, ainsi que le changement climatique.
Malgré une démarche de concertation réalisée entre novembre 2022 et avril 2023, des habitants se mobilisent pour le maintien de la station de ski et contre le démontage des installations ,
Finalement le 14 juin 2023, le conseil municipal vote la fermeture définitive de la station de sport d'hiver

## La station

### Aménagements
La Sambuy est une station de ski ne comportant pas de station-village. Il s'agit d'un stade de neige. En effet, il n'existe qu'un domaine skiable, mais non urbanisé, c'est-à-dire sans espace de couchages. Il faut donc trouver un logement dans la commune située en aval ou dans les communes du Pays de Faverges. Aux pieds des pistes, on trouve un bâtiment dans lequel sont installés deux restaurants, La remontée ou L'Avalanche, un magasin de location de matériel de sport et une école de ski .
L'offre touristique locale et notamment sur la commune de Faverges a fait l'objet d'un contrat station-vallée Pays de Faverges, dans les années 1980.
En 2014, la capacité d'accueil de la commune de Seythenex, estimée par l'organisme Savoie Mont Blanc, est de 746 lits touristiques répartis dans 115 établissements. Les hébergements se répartissent comme suit : 53 meublés  ; 2 établissement d'hôtellerie de plein air et 4 gîtes ou gîtes d'étape.

## Domaine skiable et gestion
Le domaine offre une dizaine de pistes dont 1 verte réservée aux débutants, un télésiège et trois téléskis.
Depuis 2001, la station était gérée par un Syndicat intercommunal à vocation unique « la Sambuy- Pays de Faverges », qui remplaçait l'ancien SIVOM de Faverges. Elle était financée par les communes de Seythenex et de Faverges, qui aujourd'hui sont fusionnées.
Depuis 2016, la station est gérée par la mairie de Faverges-Seythenex.

## Les activités

### Période hivernale

#### Ski de piste
10 pistes dont 1 verte, 2 bleues, 3 rouges et 4 noires.

#### Ski de fond
Le site de ski nordique du Val de Tamié / Les Combes se situe en aval de la station de La Sambuy. Le domaine est constitué de plus de 30 km de piste.

#### Randonnées
randonnées en raquette possible

### Période estivale
Le télésiège est ouvert l'été. Le sommet permet d'observer un panorama unique sur le lac d'Annecy, le massif des Bauges, le mont Blanc, les sommets de Savoie et les Aravis.
Il permet également de poursuivre plusieurs randonnées vers le sommet de la petite Sambuy ou la Sambuy ainsi que des randonnées sur les crètes jusqu'à la pointe de Chaurionde. Des randonnées accompagées par un guide sont organisées plusieurs fois par semaine. Un livret découverte de l'environnement est à disposition des clients, ainsi qu'un guide sur le sentier botanique.
Une luge d'été, des salto trampolines, une table d'orientation complètent l'offre d'été de la Sambuy.